# Lathmar Holi
Lathmar Holi é um festival hindu celebrado nas cidades gêmeas de Barsana e Nandgaon, também conhecidas, respectivamente, como as cidades de Radha e Krishna. Todos os anos, durante o período do Holi, milhares de devotos e turistas visitam essas cidades para celebrar o festival. As festividades geralmente duram mais de uma semana e terminam no Rang Panchami.

## Origens
Associado a uma lenda ligada ao casal divino Radha Krishna, o festival busca recriá-la. Segundo a lenda, o Senhor Krishna, residente de Nandgaon e considerado genro de Vrishabhanu, queria jogar cores em sua amada Radha e em suas amigas. No entanto, ao entrar em Barsana, Krishna e seus amigos foram recebidos de forma lúdica com bastões por Radha e suas amigas, que os expulsaram da cidade. Seguindo essa tradição, todos os anos, na ocasião do Holi, os homens de Nandgaon, tratados como genros de Barsana, visitam a cidade e são recebidos pelas mulheres com cores e bastões (também chamados de lathi). A celebração ocorre em perfeito bom humor por ambas as partes, os homens de Nandgaon e as mulheres de Barsana.

## Galeria

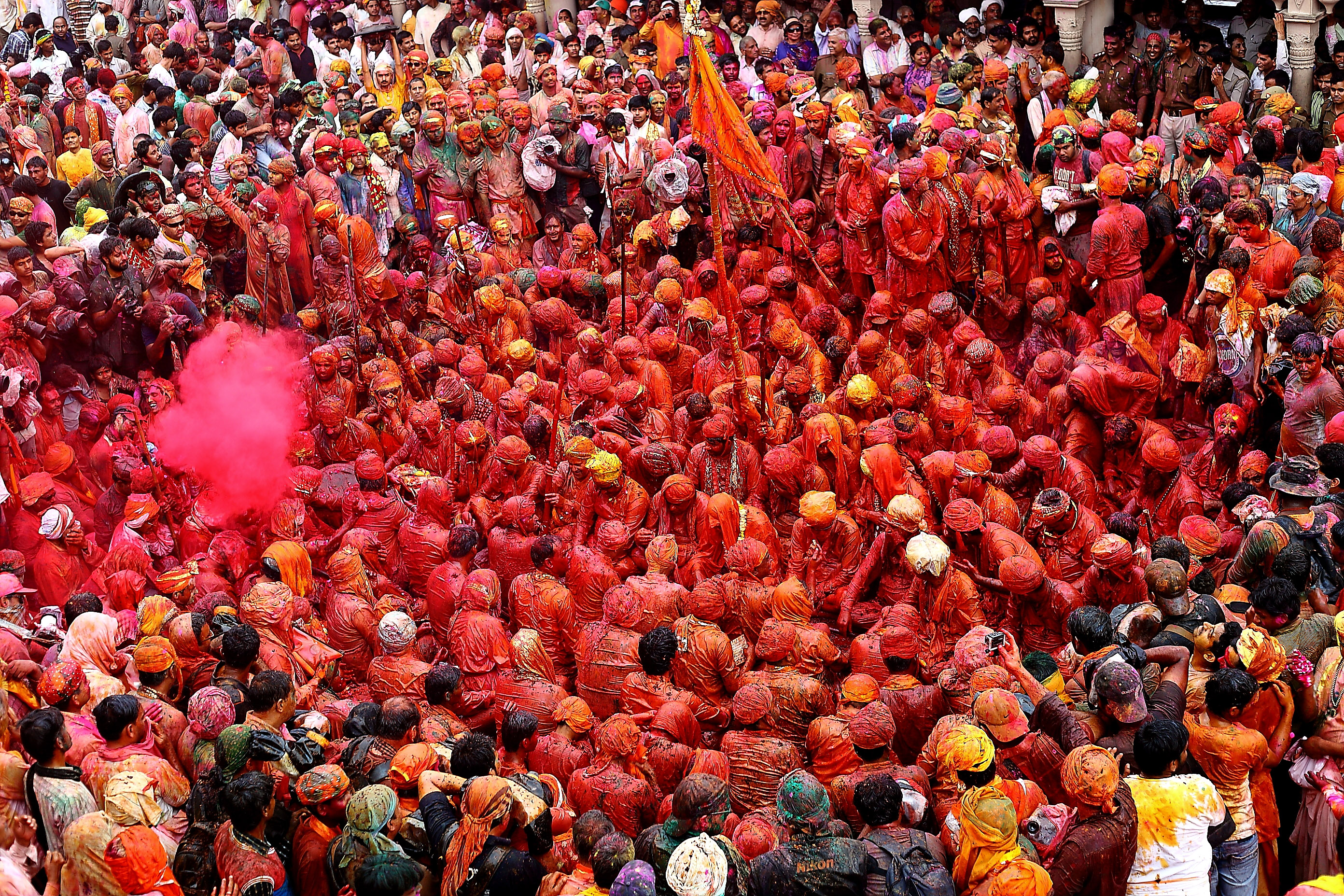
Pessoas cobertas de cores no Templo de Krishna
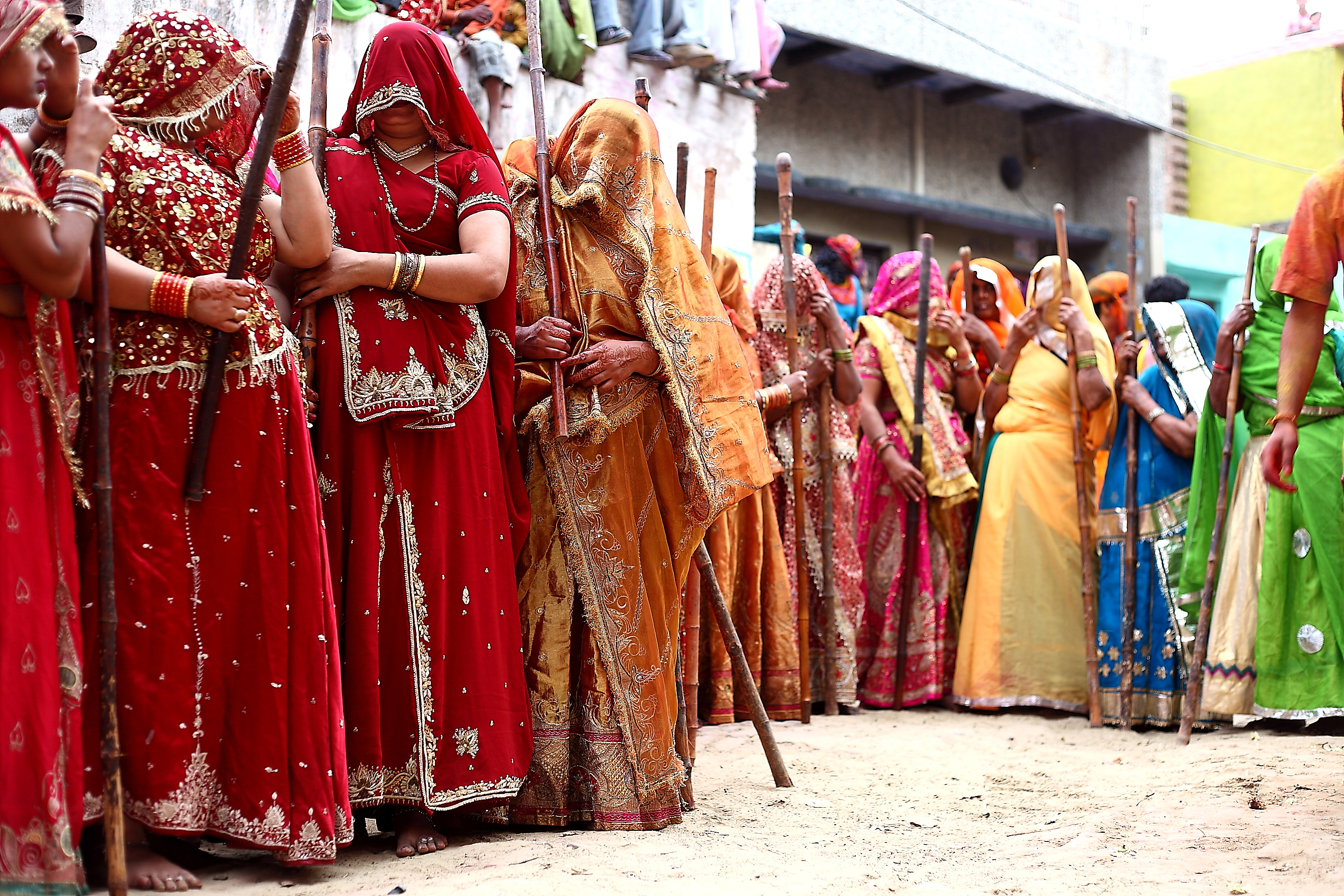
Mulheres esperando os homens durante o Lathmar
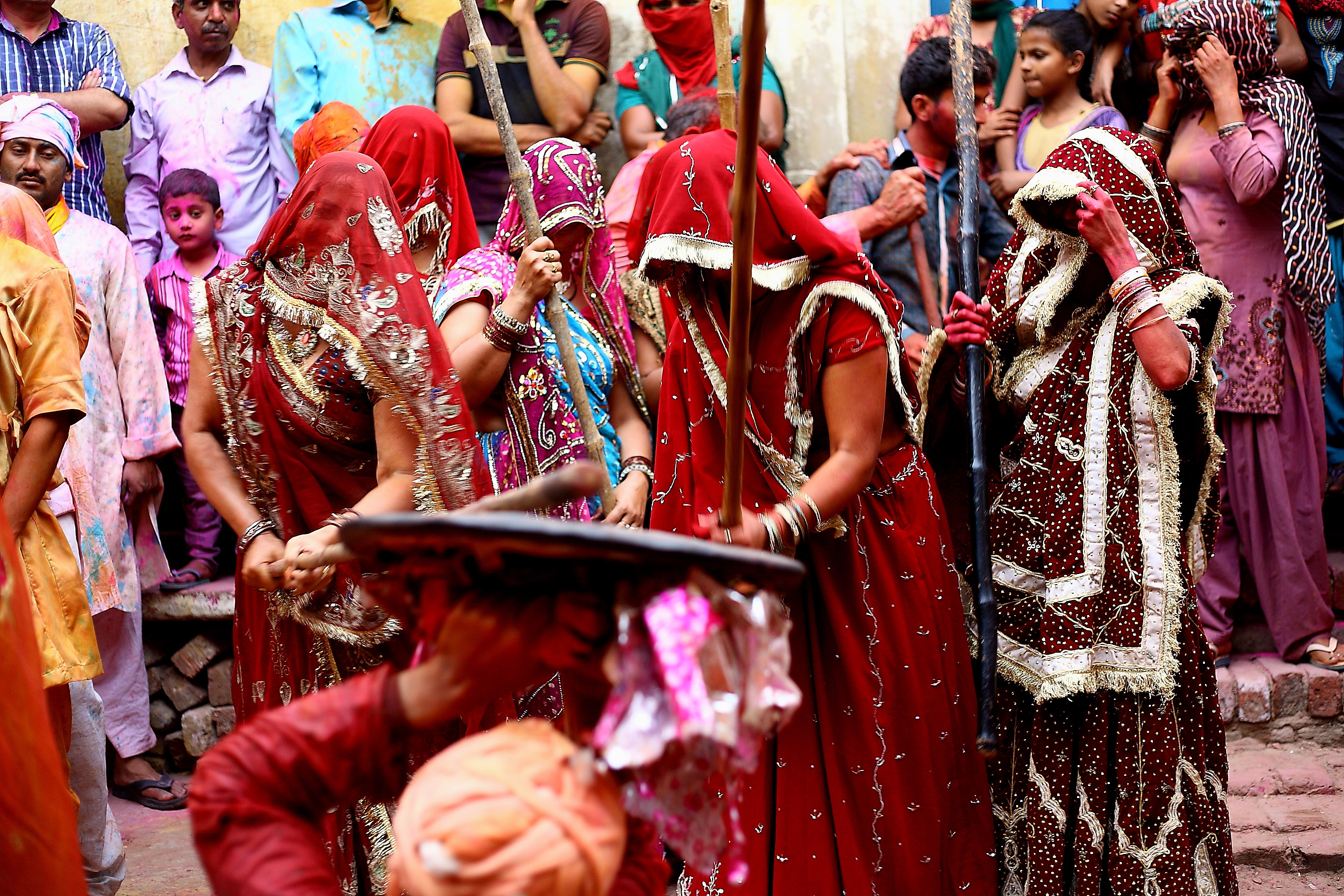
Mulheres usando bastões
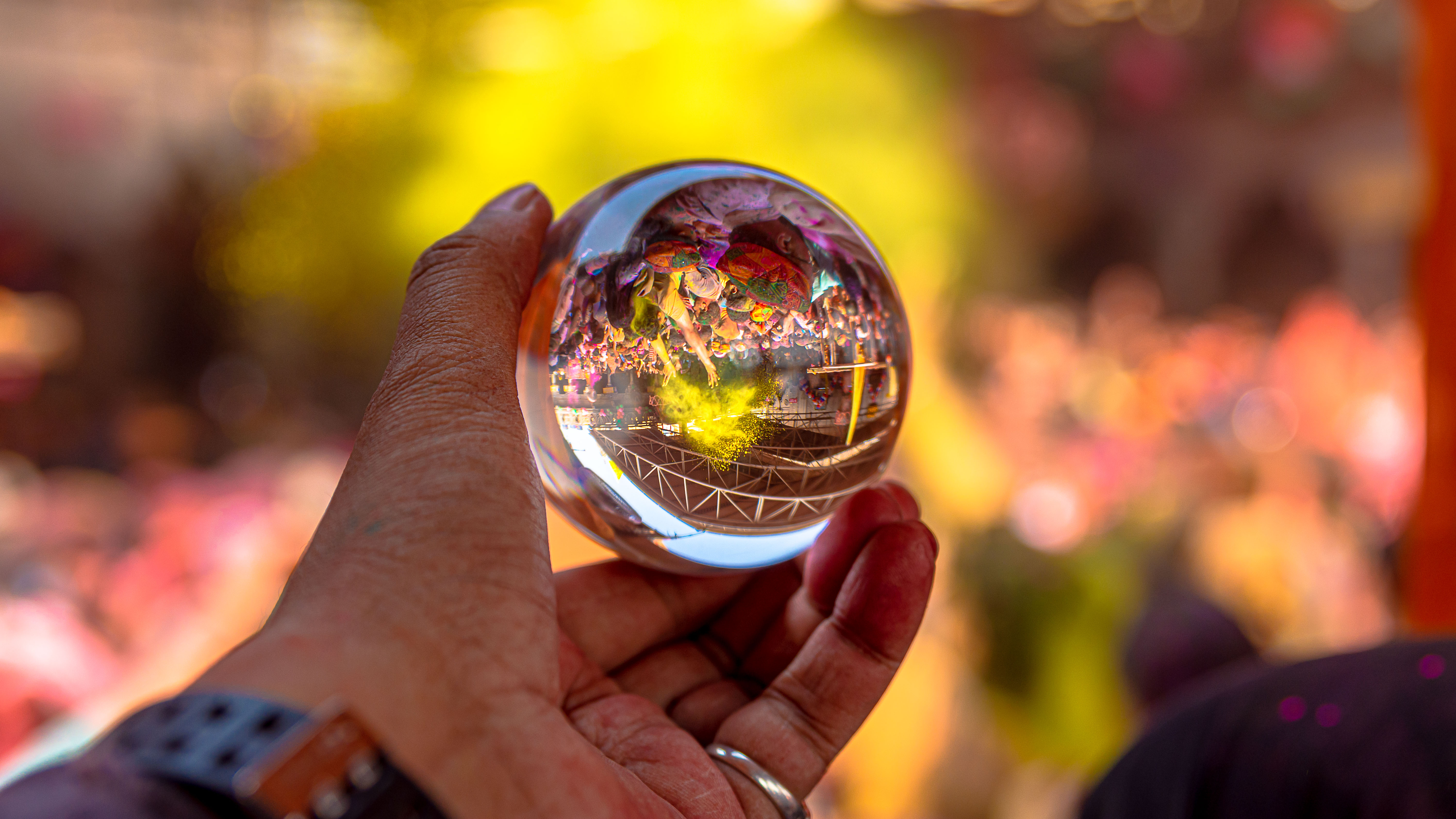
Imagem retratando a celebração das cores em Barsana
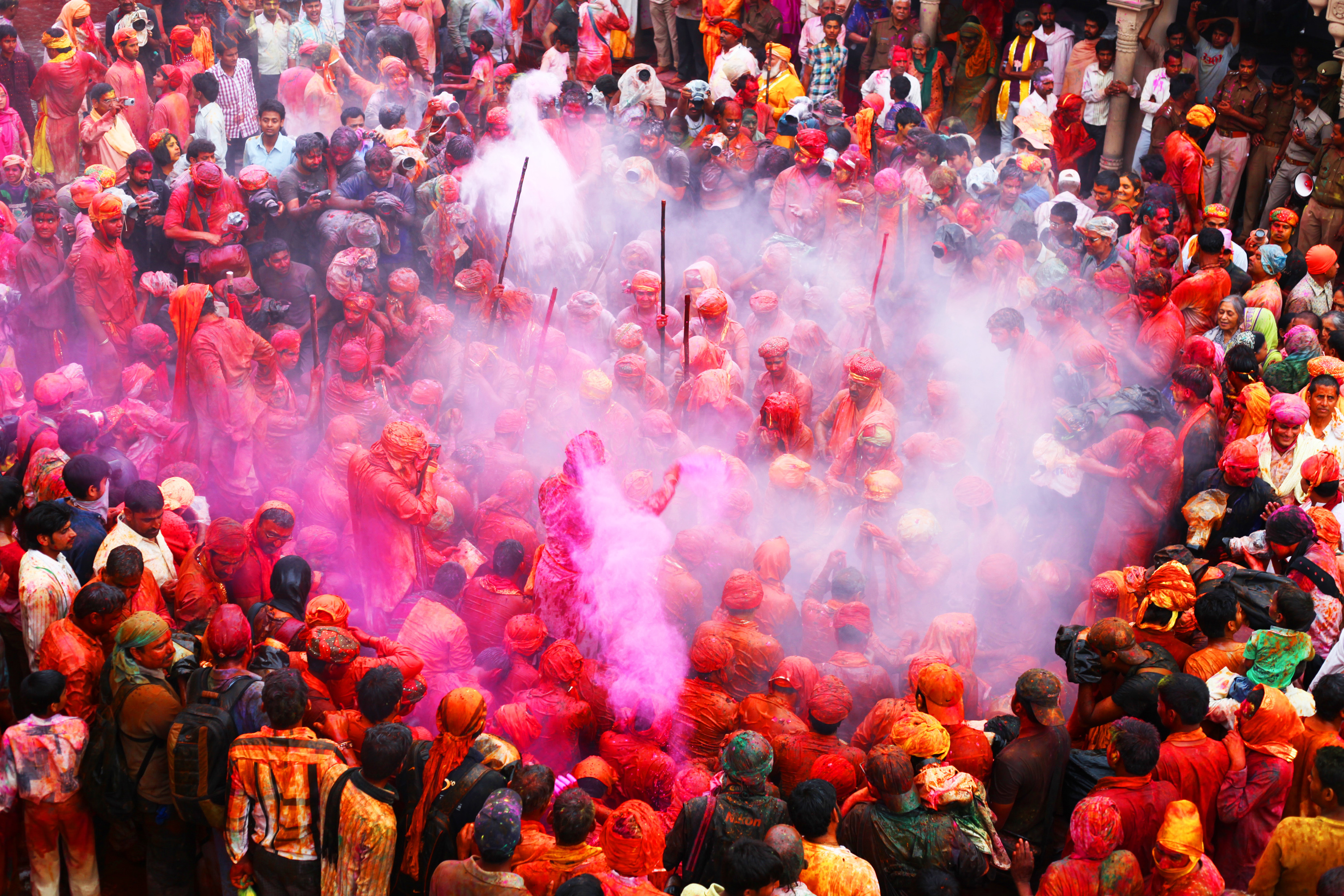
Holi no Templo Radha Rani, Barsana